# Meer van Bambois
Het meer van Bambois (Frans: étang de Bambois, lac de Bambois, Li grand Vèvî, grand étang de Fosses) is een Belgisch meer in Wallonië gevoed door de beek Biesme. Het meer ligt op het grondgebied van de stad en gemeente Fosses-la-Ville, ten zuiden van het centrum in het gehucht Bambois en heeft een oppervlakte van 33 hectare (of 0,33 km²).